# Amstel Gold Race 1978

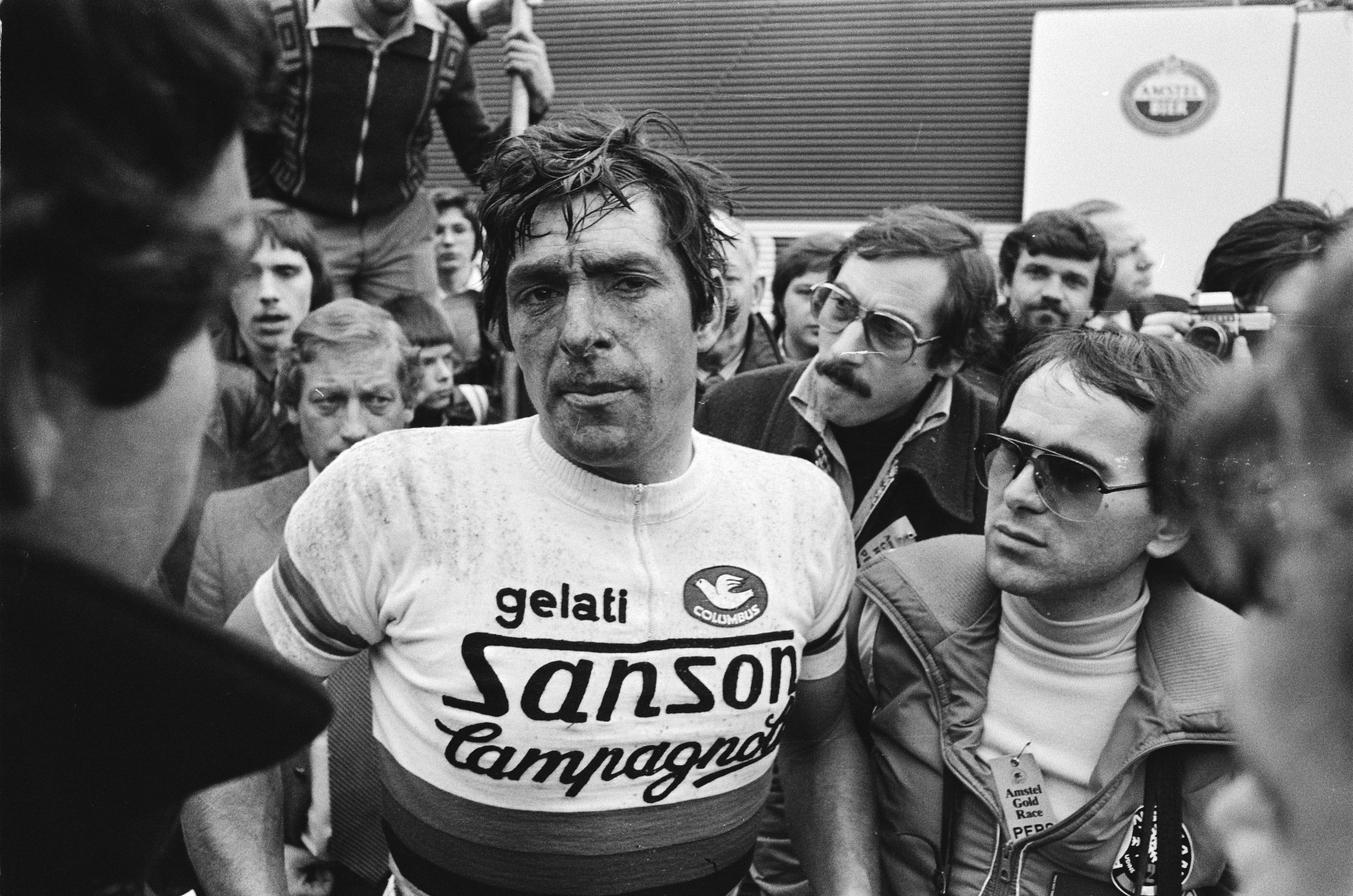
Francesco Moser à l'arrivée de la course.

La 13e édition de la course cycliste, l'Amstel Gold Race a eu lieu le 25 mars 1978 et a été remportée par le Néerlandais Jan Raas pour la deuxième année consécutive.

## Classement final
| Pos. | Coureur          | Pays                 | Équipe                  | Temps           |
| ---- | ---------------- | -------------------- | ----------------------- | --------------- |
| 1.   | Jan Raas         | Pays-Bas             | TI-Raleigh              | 6 h 05 min 03 s |
| 2.   | Francesco Moser  | Italie               | Sanson-Campagnolo       | + 1 min 16 s    |
| 3.   | Joop Zoetemelk   | Pays-Bas             | Miko-Mercier-Hutchinson | + 1 min 16 s    |
| 4.   | Freddy Maertens  | Belgique             | Flandria-Velda-Lano     | + 1 min 16 s    |
| 5.   | Hennie Kuiper    | Pays-Bas             | TI-Raleigh              | + 1 min 16 s    |
| 6.   | Gerrie Knetemann | Pays-Bas             | TI-Raleigh              | + 4 min 02 s    |
| 7.   | Gregor Braun     | Allemagne de l'Ouest | Peugeot-Esso-Michelin   | + 4 min 02 s    |
| 8.   | Leo van Vliet    | Pays-Bas             | Miko-Mercier-Hutchinson | + 4 min 36 s    |
| 9.   | Dietrich Thurau  | Allemagne de l'Ouest | Ijsboerke-Gios          | + 5 min 04 s    |
| 10.  | Bernard Bourreau | France               | Peugeot-Esso-Michelin   | + 5 min 04 s    |